# Yamunotri
La Yamunotri est la source de la Yamuna, un des fleuves les plus sacrés d'Inde, situé dans l'État de l'Uttarakhand. Cet endroit dans l'Himalaya est visité par de nombreux pèlerins croyant en l'hindouisme ; il s'y trouve un temple de la déesse Yami appelée aussi Yamuna, sœur de Yama, premiers humains selon le Rig-Véda ; Yama étant devenu dieu de la mort en tant que premier décédé.